# Hochbrandgips
Hochbrandgips (HBG) ist eine bei vergleichsweise hoher Brenntemperatur entstehende gipsähnliche CaSO4-Modifikation bzw. ein sogenannter Anhydritgips (Siehe auch unter Baugips). Hochbrandgips ist ein historischer Baustoff, dient als Bindemittel und benötigt keine inerten Zuschlagstoffe.
Hochbrandgips wurde früher besonders in der Nähe von Rohgipsvorkommen gebrannt und verwendet und ergibt nach dem Mahlen zusammen mit Anmachwasser einen hochfesten und sogar weitgehend wetterbeständigen Mörtel und Außenputz.
Hochbrandgips unterscheidet sich vom Doppelbrand bzw. Montage- oder Elektrikergips u. a. durch langsames Abbinden und höhere Wasserfestigkeit.

## Geographische Verbreitung
Hochbrandgips wird in der historischen Bausubstanz folgender Länder beschrieben: Iran, Jordanien, Ägypten, Libyen, Marokko, Südspanien, Süd- und Nordfrankreich, Sizilien, festländisches Italien, Österreich, Schweiz, Süd- und Norddeutschland. Grundlage sind stets natürliche Gipsvorkommen, meist in ausstreichender Lagerung, gelegentlich im Untertageabbau, nicht zuletzt in Salzstöcken mit Gipshut und an Diapiren. Ein markanter Vorkommenspunkt von Roh- und von Hochbrandgips ist der Montmartre – damals bei Paris –, wo der Hochbrandgips wegen seiner Wetterbeständigkeit gerühmt und mit einem eigenen Markennamen belegt wurde: montmartrite.
Bis auf eine Ausnahme ist Hochbrandgips in Deutschland überall dort verbreitet, wo es Naturgips gibt oder gab. Das gilt in positiver Weise auch für heute unbedeutende Vorkommen, beispielsweise im nördlichen Harzvorland und in der Norddeutschen Tiefebene bis Westeregeln bei Magdeburg, Lüneburg, Segeberg und Helgoland.
Wo es keine örtlichen Gipsvorkommen gibt, diente gebrannter und gelöschter Kalk als entsprechendes Bindemittel.

## Zeitliches Vorkommen
Nicht gesichert ist, ob der beschriebene Gips in Çatalhöyük und in der Cheopspyramide wirklich Hochbrandgips ist. Ein sehr altes gesichertes Hochbrandgips-Vorkommen ist das jordanische Wüstenschloss Qasr al-Kharana mit dem Baujahr 710 n. Chr. In Deutschland sind die ältesten Objekte Estriche romanischer Kirchen. Danach hatte Hochbrandgips in Deutschland eine gleichbleibende Hochkonjunktur, bis die konkurrierenden Baustoffe hydraulischer Kalk und Portlandzement ab Mitte des 19. Jahrhunderts an Bedeutung gewannen. Örtlich erlosch die Herstellung von Hochbrandgips erst in den frühen 1950er Jahren.
In der heutigen Denkmalpflege wird Hochbrandgips in Frankreich und Deutschland wieder benötigt. In den 1990er Jahren wurde häufig argumentiert: Mit dem Erlöschen der Hochtemperatur-Gipsöfen ging auch das praktische Wissen um dessen Herstellung und Anwendung verloren. Dies stimmt nur bedingt; denn in den 1990er und 2000er Jahren ist wichtige einschlägige Literatur ab dem Jahre 1600 bekannt geworden.

## Herstellung
Rohgips muss zuerst auf die Korngröße 40–160 mm zerkleinert werden; eine anschließende Trocknung an Luft ist ratsam. Als Öfen dienten Schacht-, Kammer- und Grubenöfen, ebenso wie Meiler. Die einfachen Brenneinrichtungen wurden empirisch entwickelt oder vom Kalkbrand übernommen. Energie sparende und konstante Qualität erzeugende Öfen wurden ofentechnisch in Frankreich und in Walkenried (Niedersachsen) konstruiert und laufend verbessert.
Bei einer Brenngutmenge von 1 t mag eine Brenndauer von etwa 8 Stunden genügt haben; bei 20 t Brenngut sind jedoch etwa 72 Stunden Brenndauer erforderlich. Als Brenntemperatur gilt 950 ± 50 °C. Eine beginnende Sinterung der Branntgipssteine und eine leichte Entsäuerung werden in alter Literatur sogar als wünschenswerte Kriterien für Garbrand genannt. Von niedrigeren Temperaturen als 900 °C und von höheren Werten als 1.000 °C distanzieren sich die meisten früheren Autoren.
Manuelles Beschicken der Öfen war charakteristisch wie das ebenfalls manuelle Austragen des Brennguts. Nach dem Brand wird das Brenngut auf Nussgröße gebrochen und einem geeigneten Mahlaggregat zugeführt. Als solches gelten der Kollergang, die gewöhnliche Mühle, das Dreschen mit besonderen Flegeln und mit Patschbrettern. ‚Battre comme plâtre‘ – Schlagen wie Gips (beim Zerkleinern und beim Estrichlegen) wird im Französischen heute noch auch im übertragenen Sinn gebraucht. Als maximale Korngröße gilt etwa 6 mm. Somit dient das Grobkorn gleichzeitig als stoffidentischer Zuschlag, um Schrumpfrissen beim Abbinden und beim Austrocknen zu begegnen. Mit Draht bespannte Schüttelsiebe gibt es schon lange. Vor der Drahtepoche gab es Siebe mit pflanzlicher oder tierischer Bespannung. Abgesiebtes Überkorn wurde entweder nachgemahlen oder als Zwischenlage für Estriche verwendet.

## Anwendung
In zurückliegenden Epochen wurde Hochbrandgips sehr vielseitig eingesetzt; der langfristige bauphysikalische Erfolg war und ist sehr unterschiedlich.

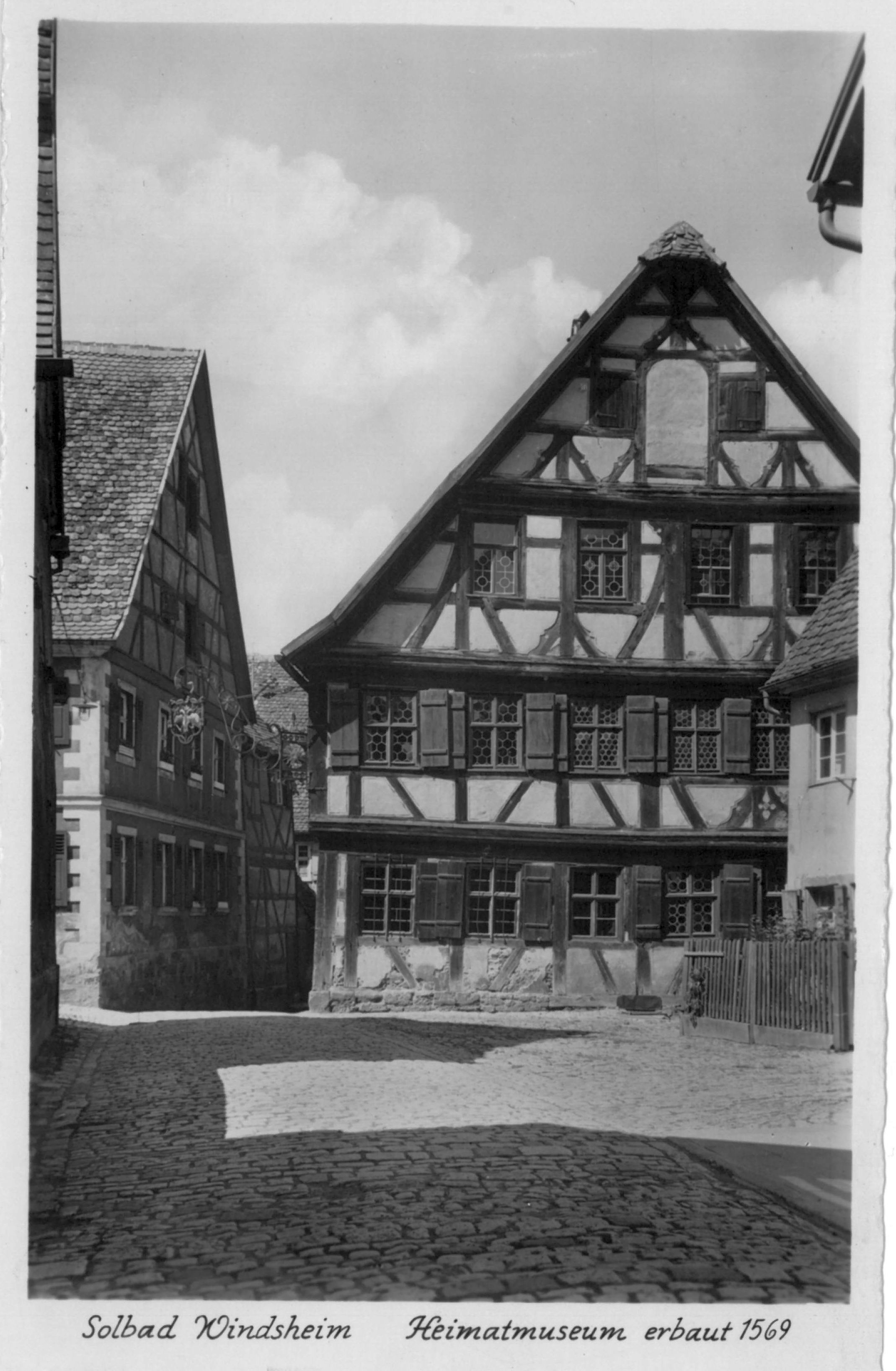
Deutsche Schule, später Heimatmuseum in Bad Windsheim Foto: Heinrich Delp vor 1962

- Deutsche Schule, später Heimatmuseum in Bad Windsheim Foto: Heinrich Delp vor 1962Mörtel für Firstziegel von Giebeldächern und von Mansarddächern, für Biberschwanzziegel auf der Innenseite;
- Außen- und Innenputz großflächig oder in Gefachen, vorzugsweise auf Stein, untergeordnet auf Holz und geeigneten Putzträgern; Außenputz auch eingefärbt;
- Innen- und Außenstuck, Fensterlaibungen außen;
- Mauermörtel von Gebäuden der verschiedensten Art;
- Mörtel für Kirchenpfeiler, Gewölbe und Gewölberippen;
- Estriche, auch eingefärbt;
- Hochbrandgips-Beton für Hauswände mit und ohne Steinfüllung;
- Hochbrandgips-Beton für Gefache im Fachwerkbau, jeweils in Gipsgusstechnik;
- Fundamentmörtel von Häusern, Burgen, ja sogar großen Kirchen, von Kellern mit und ohne darüber stehenden Gebäuden.

Im Jahre 1986 bestand die historische Bausubstanz von Bad Windsheim in West-Mittelfranken zu 64 % aus Gipsstein + Hochbrandgipsmörtel. Beispiel ehem. Deutsche Schule (Bj. 1569) in der Schumberggasse 6: Fundamente, Keller, Gewölbe, Mauermörtel, Außenputz, evtl. sogar Mörtel für Firstziegel – alles aus Gips.

## Bauphysikalische Besonderheiten

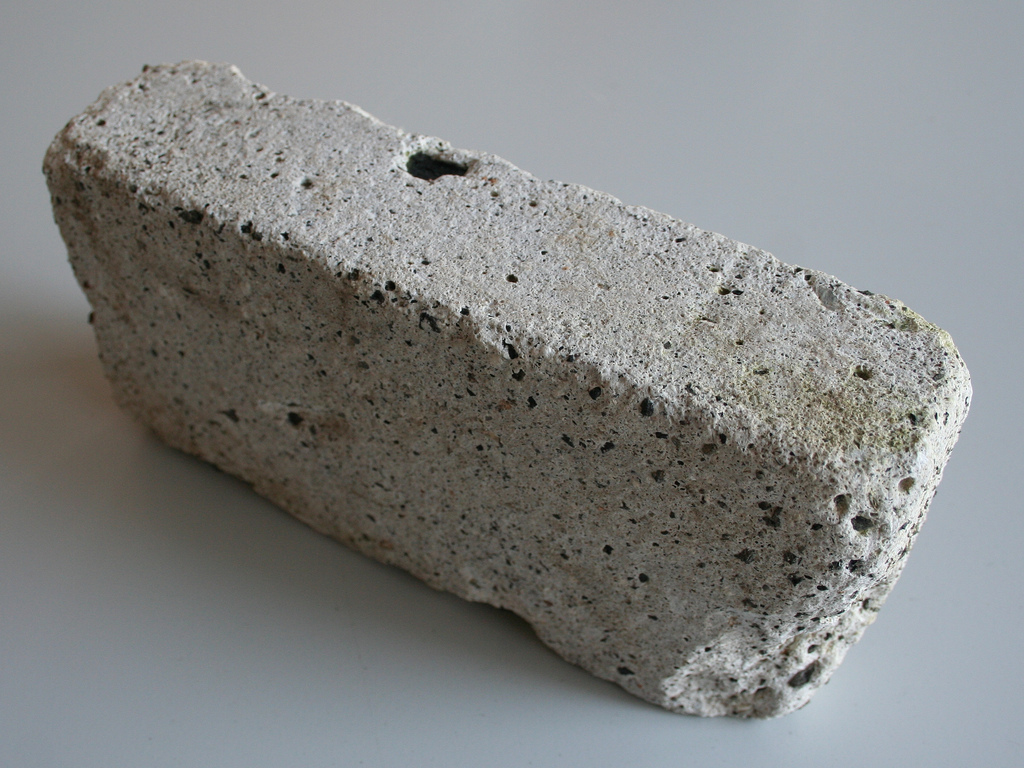
Ein aus Hochbrandgips gegossener Mauerstein, hergestellt um 1870

Dem ordnungsgemäß ausgehärteten Mörtel aus Hochbrandgips werden eine hohe Festigkeit und eine weitgehende Wasserfestigkeit nachgesagt – nicht nur in der historischen deutschen und französischen Literatur, sondern vor allem in der nachweislichen Bereitschaft der Baumeister und Bauherren, dieses Produkt auch an Wetterseiten der Objekte in regenreichen Gebieten wie Ile-de-France, Hamburg und dem Harzgebirge einzusetzen.
Historischer trockener Hochbrandgips-Mörtel zeigt folgende Eigenschaften: Rohdichte 1,6 ± 0,05 g/cm³, Druckfestigkeit 30 ± 10 N/mm², Wasseraufnahmekoeffizient etwa 0,2 g/cm². ½‑min‑Steighöhenkoeffizient etwa 0,12 cm/½ min, mittlere Kristallitgröße 2 × 4 μm², mittlerer Porenradius 1 μm.
Thermodynamisch führt an der Löslichkeit des Hochbrandgips-Mörtels von 2,6 g Calciumsulfat-Dihydrat (Chemische Bezeichnung von Gips) im Liter demineralisierten Wassers kein Weg vorbei. Dagegen scheint das In-Lösung-Gehen rein kinetisch verlangsamt zu sein. Bei gleicher Rohdichte löst sich Mörtel aus Hochbrandgips langsamer als beispielsweise ein solcher aus industriellem Hartgips des 20. und 21. Jahrhunderts. Der Wasseraufnahmekoeffizient ist bei Hochbrandgips geringer als bei ausgehärtetem Hartgips gleicher Rohdichte – man kann also sagen: Mörtel aus Hochbrandgips weist unter den Gipsprodukten die geringste Lösungsgeschwindigkeit und somit die höchste Beständigkeit gegenüber Wasser auf. Der gerne benutzte Begriff „Wasserfestigkeit“ ist somit relativ zu verstehen.
Dissertationen aus dem Kristallografischen Institut der Technischen Universität Clausthal postulieren ein bestimmtes Mikro-Gefüge der Gips-Dihydratkristalle als Voraussetzung für die überraschend hohe Wetterbeständigkeit.
Zur unbestreitbaren begrenzten Wasserlöslichkeit kommt als Schadensfaktor noch eine gewisse Umkristallisationsfreudigkeit des Gipses hinzu, welche vom Feucht/Trocken-Wechsel abhängt und die Wetterbeständigkeit ungünstig beeinflusst.
Der Vergleich mit Kalkmörteln ist schwierig, weil diese regional eine stark unterschiedliche Festigkeit und Wetterbeständigkeit aufweisen. Weiche Kalkmörtel sind Hochbrandgips-Mörtel weit überlegen.
Bei allen Nachteilen von Hochbrandgips gibt es eine Vielzahl bauphysikalischer bis subjektiver Gründe, die ihn gegenüber anderen Bindemitteln positiv auszeichnen und die die Baumeister und Bauherrn zurückliegender Epochen bewogen haben, Hochbrandgips einzusetzen.

## Chemische Besonderheiten
Beim Brand von Gips entweicht kein Prozess-CO2, es treten außer Wasserdampf lediglich Spuren von Schwefelwasserstoff und Schwefeltrioxid auf, die durch ihren typischen Geruch stärker auffallen, als es ihrer tatsächlichen Konzentration im Abgas entspricht. Das Abgas wird dominiert vom CO2 des Brennholzes und von den holztypischen polycyclischen Kohlenwasserstoffen, die durch optimale Holztrocknung minimiert werden können. Es kann auch Koks als Brennstoff eingesetzt werden, ebenso wie elektrischer Strom.

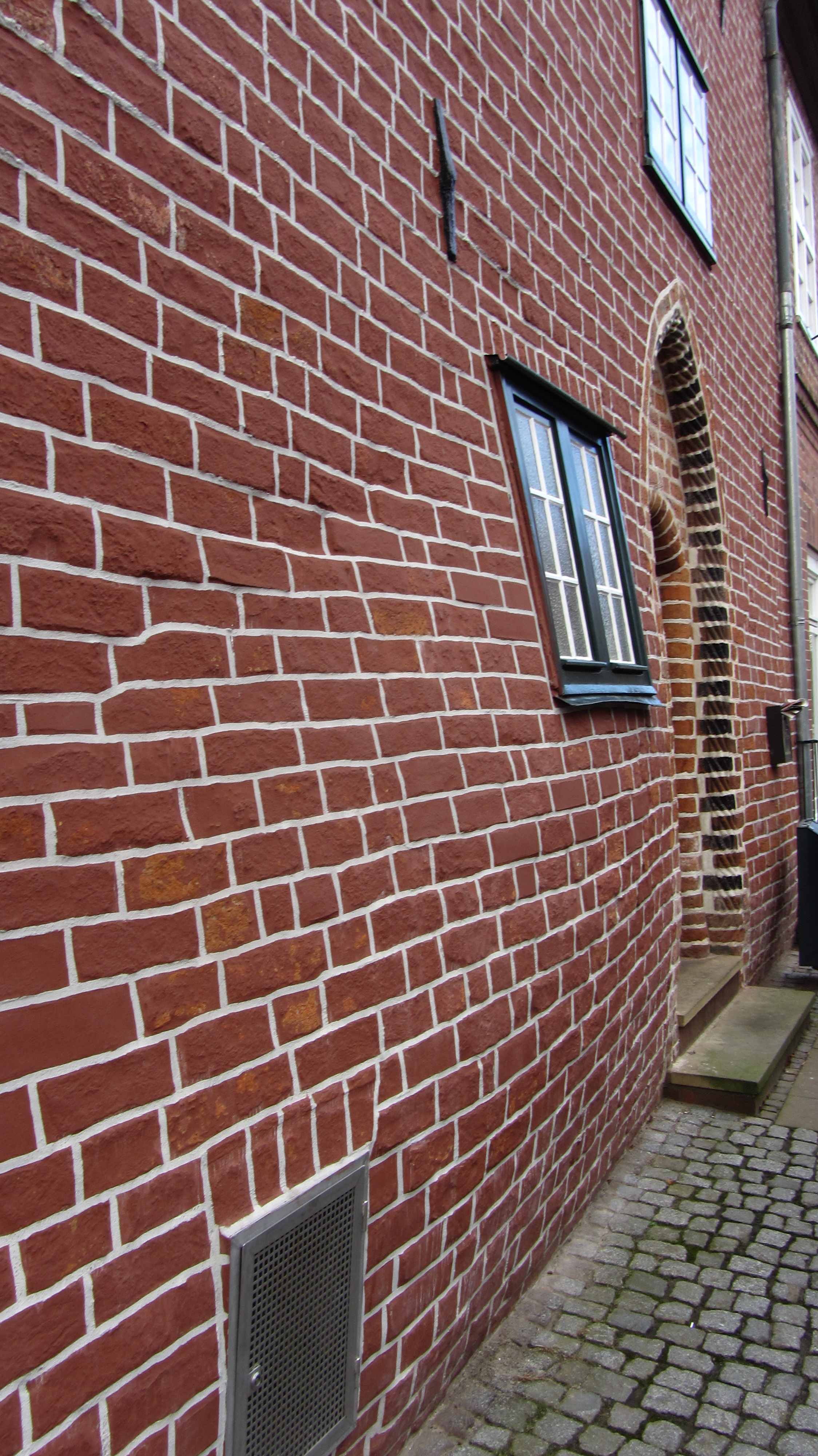
Verformung eines Ziegelmauerwerks durch Volumenzunahme des Gipsmörtels in Lüneburg

Eine typische Eigenschaft unmodifizierter Gipsmörtel ist die hydratationsbedingte chemische Volumenzunahme, welche bis zu 10 mm/m betragen und dabei die Putzhaftung und die Estrichqualität beeinträchtigen kann. Durch Zusatz von geringsten Mengen an Kalkhydrat und Weinsäure kann die Expansion gezielt bis unter 1 mm/m verringert werden; die resultierenden Gefügeeigenschaften im Sinn der Wasserlöslichkeit wären dabei noch zu prüfen.
Ein wichtiger Gesichtspunkt bei der Anwendung von Hochbrandgips ist die Wechselwirkung mit bauseits vorhandenen historischen oder aktuellen Kieselsäure- und Aluminiumverbindungen. So kann es in einem historischen Backstein-Gipsmörtel-Fundament im Laufe von 250 Jahren zur Bildung von Treibermineralen kommen – historischer Hochbrandgips kann mit modernen SiO2- oder Al2O3-haltigen Baustoffen ebenfalls reagieren und vorzugsweise bei tiefen Temperaturen Treiberscheinungen in den Reparaturmörteln hervorrufen.

## Denkmalpflegerische Bedeutung
Um derartigen Wechselwirkungen vorzubeugen, sollten bei der Restaurierung historischer Hochbrandgips-gebundener Objekte wieder Hochbrandgips heutiger Produktion oder vergleichbare und geprüfte Nachfolgeprodukte zum Einsatz kommen. Auch aus ästhetischen Gründen verwendet die Denkmalpflege bei Hochbrandgips-gebundenen Objekten bevorzugt wieder Hochbrandgips. Technikgeschichtliche Museen und bestimmte Interessengruppen brennen heute wieder Hochbrandgips, und Spezialfirmen mischen aus genormten Grundstoffen Trockenmörtel, welche dem Hochbrandgips nahekommen – in jedem Fall muss die Qualität eines Ersatzproduktes in Anlehnung an die historischen Vorgaben eingestellt werden. Eine entsprechende Eignungs- und Eingangsprüfung ist ratsam. Vorschriften zur mörteltechnischen Prüfung von Hochbrandgips befinden sich in Vorbereitung. In besonderen Fällen kann die Authentizität eines historischen beziehungsweise eines historisierenden Mörtels mit speziellen kristallografischen Methoden überprüft werden – in jedem Fall müssen vor heutiger Anwendung von Hochbrandgips denkmalpflegerische und chemische Vorteile mit bauphysikalischen und wiederum chemischen Nachteilen von Hochbrandgips unter Berücksichtigung der örtlichen Gegebenheiten gewissenhaft gegeneinander abgewogen werden.

## Synonyme
Hochbranntgips, HBG, Estrichgips, Maurergips, plâtre surcuit, gesso, yeso, high temperature gypsum plaster